# 22786 Willipete
22786 Willipete è un asteroide della fascia principale. Scoperto nel 1999, presenta un'orbita caratterizzata da un semiasse maggiore pari a 2,4279455 UA e da un'eccentricità di 0,1923548, inclinata di 5,90489° rispetto all'eclittica.